# Julie d'Aimé
Julie d'Aimé, de son vrai nom Julie Gaillard d'Aimé, est née le 17 juin 1977 à Boulogne-Billancourt. Elle est la fille du parolier et producteur Philippe Gaillard d'Aimé et par conséquent la petite-fille de Félix Gaillard d'Aimé, homme politique, Ministre des Finances et Président du Conseil en 1957-1958 durant la IVe République.
Après ses formations de danseuse et de comédienne, elle est devenue parolière et chanteuse,.
Le 6 novembre 2006, Julie d'Aimé publie un premier album Tous les nus me plaisent, un single en est extrait Une Mère pour moi. Elle est également auteur de ces derniers.

## Textes interprétés
- 1999 : De cendres et de terre (Calogero, Au milieu des autres)
- 1999 : Pas un jour ne passe (Calogero, Au milieu des autres)
- 2000 : Au nom d'une femme (Hélène Ségara, Au nom d'une femme)
- 2000 : Perso (Fred Blondin, single uniquement)
- 2000 : Toutes les douleurs (Julie Zenatti, Fragile)
- 2001 : Millésime (Pascal Obispo, Millésime Live 00/01)
- 2002 : Rien à faire (David Hallyday, David Hallyday)
- 2002 : Toi qui manques à ma vie (Natasha St-Pier, De l'amour le mieux)
- 2002 : S'il est encore temps (Anne Warin, Anne Warin)
- 2003 : Plus simple que ça (Natasha St-Pier, L'Instant d'après)
- 2003 : Tant que c'est toi (Natasha St-Pier, L'Instant d'après)
- 2004 : Si seulement je pouvais lui manquer (Calogero, 3)
- 2004 : Les électrochocs (Calogero, inédit, 3)
- 2004 : La Nuit dernière (Daniel Lévi - Ensemble, 10 ans ensemble)
- 2005 : Promets-moi d'être Heureux (Daniel Lévi, Le cœur ouvert)
- 2005 : Parle moi (Georges-Alain Jones, New Jersey)
- 2006 : La femme qu'il me faut (Emmanuel Moire, (Là) où je pars)
- 2006 : Si c'était ça la vie (Emmanuel Moire, (Là) où je pars)
- 2006 : Plus que jamais (Emmanuel Moire, (Là) où je pars)
- 2007 : Recevoir (Grégory Lemarchal, La Voix d'un ange)
- 2007 : Entre deux femmes (Stanislas, L'Équilibre instable)
- 2007 : Le bonheur me va au teint (Jenifer, Lunatique)
- 2007 : Portrait d'une femme heureuse (Jenifer, inédit Lunatique)
- 2007 : Il faudra laisser le temps au temps (Damien Sargue, Damien Sargue)
- 2007 : Merci (Damien Sargue, Damien Sargue)
- 2007 : Être juste (Damien Sargue, Damien Sargue)
- 2014 : Depuis peu (Olympe, Une vie par jour)
- 2015 : Au coucher du soleil (Roberto Bellarosa, Suis ta route)
- 2015 : Je n'trouve pas les mots (Roberto Bellarosa, Suis ta route)
- 2018 : My Reflexion (David Hallyday, J'ai quelque chose à vous dire)
- 2018 : Seul au monde (David Hallyday, J'ai quelque chose à vous dire)

## Récompenses
- Victoires de la musique 2005 : Chanson originale de l'année pour Si seulement je pouvais lui manquer.